# Just Chillin'
Just Chillin' est un album de Norman Brown sorti en 2002.

## Liste des titres
| No  | Titre                | Durée |
| --- | -------------------- | ----- |
| 1.  | The Feeling I Get    | 4:52  |
| 2.  | Just Chillin'        | 4:29  |
| 3.  | Feeling The Way      | 4:18  |
| 4.  | Night Drive          | 4:07  |
| 5.  | I Still Believe      | 4:03  |
| 6.  | Dancing In The House | 4:24  |
| 7.  | Let´s Wait Awhile    | 4:39  |
| 8.  | Won´t You Stay       | 4:06  |
| 9.  | In My Life           | 5:28  |
| 10. | Not Like You Do      | 4:37  |

## Récompenses
L'album remporte le Grammy Award du meilleur album de pop instrumentale en 2022.